# 高个子贡噶

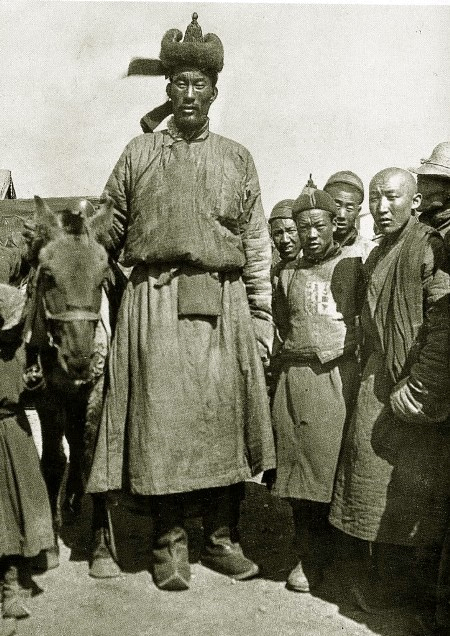
高个子贡噶

高个子贡噶（约1880年或1885年—约1925年或1930年），出生于外蒙古，蒙古在20世纪早期博克多汗国时代和人民共和国初期一位身高异常高大的人。

## 生平
安得思丈量其身高为2.36米，一些其他资料甚至称其有2.45米。他在蒙古非常有名，同时代的西方访问蒙古的旅行者也提到他或为他拍照。
根据1997年出版的对其女儿貢·布德哈特（G. Budkhand，已故）的采访，贡噶是牧民普勒布（Pürev）的第三个儿子，普勒布住在达赖宗卡尔王旗（赛音诺颜部中路中左旗），今为蒙古国库苏古尔省扎尔嘎朗特县。童年时，贡噶并不很高，只是手指很长。由于他一向吃得很多，所以他父母有点不喜欢他，最终把他送到了京都库伦。在此，他被博克多汗召见，获赐新衣服，不久还获赐同博克多汗的一位女裁缝结婚，他们的结合是因为根据博克多汗的占卜，他们俩的命运已联系起来。
有关贡噶在博克多汗的宫廷中的职务的记录说法不一。一说是会计及博克多汗的大象的饲养员，一说是博克多汗的保镖， 一说是摔跤手。1913年，贡噶随那木囊苏伦率领的代表团赴俄国访问，他被介绍在外蒙海关工作。
贡噶有四个孩子。1920年代末，贡噶在家乡逝世，寿命不到50岁。贡噶的孙子之一为德·達瓦雅木（D. Davaanyam），是蒙古一位很有名的儿童文学作家。

## 参考资料

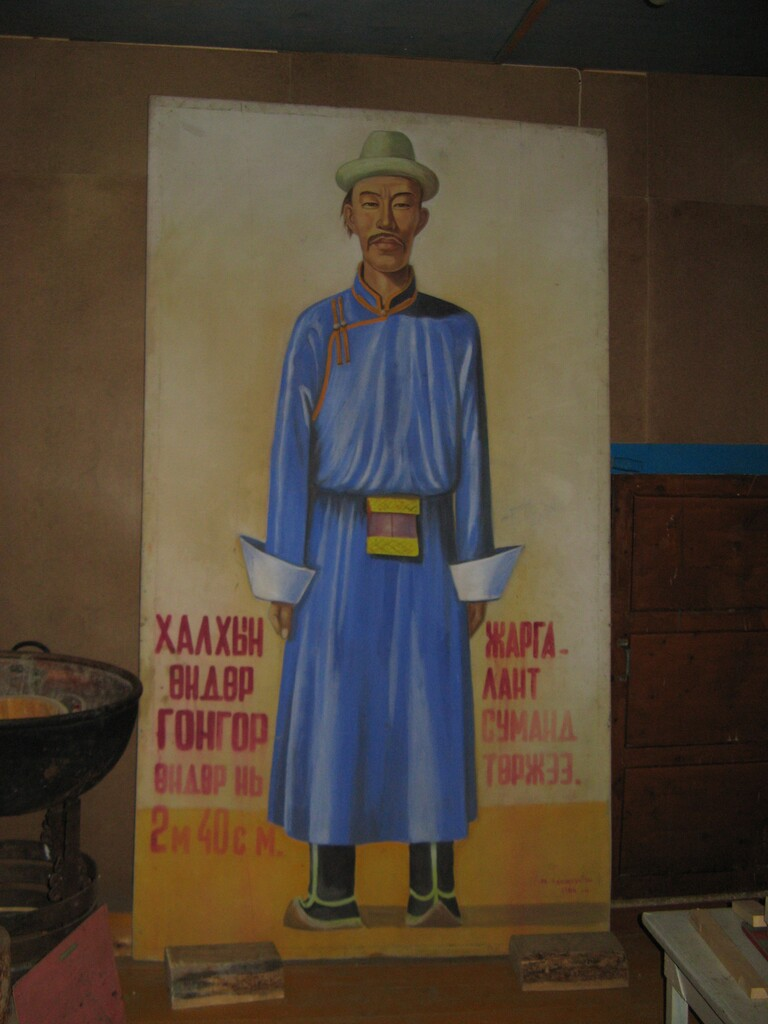
库苏古尔省的扎尔嘎朗特博物馆收藏的贡噶画像

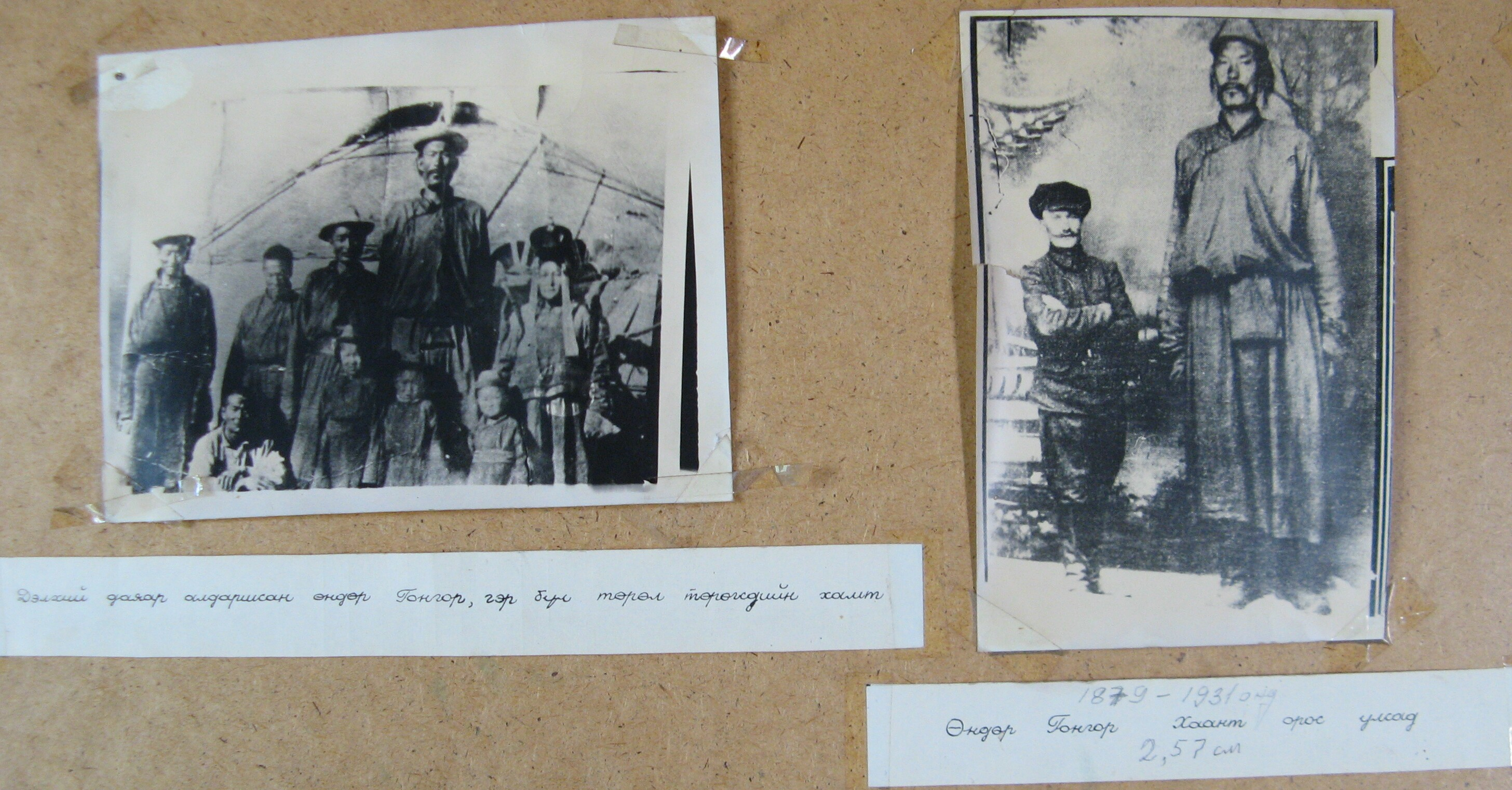
扎尔嘎朗特博物馆的贡噶照片